# Maša Vesenjak
Maša Vesenjak (* 12. September 1982) ist eine ehemalige slowenische Tennisspielerin.

## Karriere
Vesenjak gewann während ihrer Karriere zwei Doppeltitel des ITF Women’s Circuits. Zusammen mit ihrer Zwillingsschwester Urška spielte sie beim Grand Prix SAR La Princesse Lalla Meryem 2001 einmal im Hauptfeld eines WTA-Turniers. Sie verlor ihr Erstrundenmatch gegen Marketa Kochta/Alena Vašková mit 4:6 und 1:6.

## Turniersiege

### Doppel
| Nr. | Datum          | Turnier    | Kategorie   | Belag | Partnerin      | Finalgegnerinnen                | Ergebnis       |
| --- | -------------- | ---------- | ----------- | ----- | -------------- | ------------------------------- | -------------- |
| 1.  | Januar 2000    | Chandigarh | ITF $10.000 | Rasen | Urška Vesenjak | Katarina Mišić Manisha Malhotra | 6:3, 6:75, 6:0 |
| 2.  | September 2000 | Antalya    | ITF $10.000 | Sand  | Urška Vesenjak | Bianca Cremer Adrienn Hegedűs   | 6:1, 2:6, 6:2  |